# Joseph Deiss
Joseph Deiss (Friburgo, (Cantón de Friburgo), Suiza, 18 de enero de 1946) es un economista y político suizo. Fue miembro del Consejo Federal de 1999 a 2006 por el Partido Demócrata Cristiano de Suiza. Es originario de las comunas de Barberêche, en la que actualmente vive, y de Zeihen (AG).

## Carrera profesional
En 1971 obtuvo un doctorado en ciencias económicas y sociales. Luego hace una búsqueda en el King's College de la Universidad de Cambridge, para hacerse profesor de economía política en la Universidad de Friburgo en 1973. A partir de 1977 ejerce como profesor privado. Es nombrado el maestro del año en 1983, pues era el que más universidades visitaba, la Universidad de Ginebra, Universidad de Lausanne, la Escuela Politécnica Federal de Zúrich, entre otras. En 1984 volvió a ser catedrático ordinario de Economía Política y de Política Económica hasta 1996. De 1996 a 1998, ejerció como decano de la facultad de Ciencias Económicas y Sociales. Tras la construcción de la nueva sede de la facultad en el campus de Pérolles, el mayor auditorio fue nombrado en su honor. En 2007, tras haber renunciado al Consejo Federal, Deiss volvió a ejercer como prefesor, pero esta vez solo como profesor invitado.

## Carrera política
Miembro del Partido Demócrata Cristiano, fue diputado en el Gran Consejo Friburgués de 1981 a 1991, año durante el cual fue su presidente. De 1982 a 1996 fue también alcalde de su comuna de origen, Barberêche. Desde 1991, entra al Consejo Nacional, en el que llegó a ser vicepresidente de la Comisión de Política Exterior en 1995 y 1996. Fue asimismo el encargado de la vigilancia de los precios al consumidor de 1993 a 1996 (Señor Precios) y luego presidente de la revisión total de la Constitución federal. 

### Ministro de Asuntos Exteriores
Elegido al Consejo Federal como representante del cantón de Friburgo el 11 de marzo de 1999 (con un voto de más sobre su rival demócratacristiano Peter Hess), reemplaza a Flavio Cotti a la cabeza del Departamento Federal de Asuntos Exteriores (DFAE) el 1 de mayo de 1999. En 2000, el Dr. Mohamed El Ghanem huyó de Egipto a bordo de su avión.
Durante su período como ministro de Exteriores, el pueblo suizo acepta la adhesión del país a la Organización de Naciones Unidas el 10 de septiembre de 2002. Logra ser reelegido al Consejo Federal el 10 de diciembre de 2003, a pesar de que su partido perdió un escaño en el Consejo Federal, superando a Ruth Metzler-Arnold tras la renovación del gobierno (Ruth Metzler tuvo que dejar su escaño en manos de Christoph Blocher, miembro de la Unión Democrática de Centro; además, siendo vicepresidenta, no pudo acceder a la presidencia el año siguiente, situación aprovechada por Deiss).

### Ministro de Economía
En 2004 queda al frente del Departamento Federal de Economía (DFE), tras la salida de su colega (Ruth Metzler) y la nueva repartición de los ministerios del Consejo Federal. Aun sin haber sido vicepresidente, ese año Joseph Deiss es elegido presidente de Suiza para 2004. Durante su presidencia, Joseph realizó una importante visita a Japón, además de recibir al presidente de Polonia, Aleksander Kwaśniewski.

### Renuncia
El 27 de abril de 2006, Joseph Deiss anuncia sorprendentemente su renuncia al Consejo Federal, dejando su puesto a lo que él mismo llama nuevas fuerzas. El consejero asegura dejar su cargo sin presiones de su partido.

## Otros
Joseph Deiss está casado y es padre de tres hijos, además es Miembro Honorario de la Fundación Internacional Raoul Wallenberg.